# Welbourn
Welbourn (souvent mal écrit Welbourne) est une banlieue de la cité de New Plymouth, située dans l’ouest de l’île du Nord de la Nouvelle-Zélande.

## Situation
Elle est localisée dans le sud-est du centre de la cité.
Le cours d’eau nommé "Te Henui Stream" coule à travers la banlieue et la route State Highway 3/S H 3 (en) forme sa limite ouest.

## Population
Selon le recensement de 2013 en Nouvelle-Zélande, Welbourn a une population de 1 842 habitants, en augmentation de 144 personnes depuis celui de 2006.
Il y a 897 hommes et 945 femmes.

## Histoire
La banlieue a commencé comme une ville de chemin de fer.

## Éducation
- L’école de Welbourn School est une école mixte contribuant au primaire (allant de l’année 1 à 6) avec un effectif de 355 élèves en mars 2020[4].

Elle fut construite sur la réserve des terres du chemin de fer en 1932 et célébra son 75 e jubilé en 2008.

## Autres lectures

### Travaux d’histoire générale
- (en) Janet Murdoch, The railway leads to Welbourn: the story of the railway settlement in New Plymouth, New Plymouth, [N.Z.], Zenith Print & Design, 2007 (ISBN 978-0-473-13032-9).

### Écoles
- (en) Welbourn Carrington Schools, 50th jubilee, 1932-1982, New Plymouth, [N.Z.], Welbourn School Jubilee Committee, 1982